# Raffaele Ametrano
Raffaele Ametrano (Castellammare di Stabia, 15 de fevereiro de 1973) é um ex-futebolista profissional italiano que atuava como meio-campo.

## Carreira
Raffaele Ametrano começou no Napoli.
Ele representou a Seleção Italiana de Futebol nas Olimpíadas de 1996.